# 김영미 (1977년)
김영미(1977년 ~ )는 대한민국의 대학교수이다.

## 학력
- 서울대학교 사회복지학과
- 서울대학교 사회복지학 박사

## 경력
- 2011.07 ~ 2015.02 동서대학교 사회복지학전공 책임교수
- 2015.02 ~ 2017.08 동서대학교 학생상담센터 센터장
- 2020.08 ~ 2022.08 동서대학교 사회복지학부 학부장
- 2022.01 ~ 2022.12 한국가족사회복지학회 연구분과 위원
- 2022.03 ~ 2022.04 대통령직인수위원회 사회복지문화분과 자문위원
- 2022.09 ~ 2022.12 동서대학교 사회과학대학 학장
- 동서대학교 사회복지학과 교수
- 2022.12 ~ 2023.01 저출산고령사회위원회 상임위원
- 2023.01 ~ 2024.02 저출산고령사회위원회 부위원장
- 2023.01 ~ 2024.02 저출산고령사회위원회 운영위원회 공동위원장